# Syneches luteus
Syneches luteus är en tvåvingeart som beskrevs av Christian Rudolph Wilhelm Wiedemann 1830. Syneches luteus ingår i släktet Syneches och familjen puckeldansflugor. Inga underarter finns listade i Catalogue of Life.